# Bulgarien vid världsmästerskapen i friidrott 2023
Bulgarien tävlade vid världsmästerskapen i friidrott 2023 i Budapest i Ungern mellan den 19 och 27 augusti 2023.

## Resultat
Bulgariens trupp bestod av tre idrottare.

### Herrar
Teknikgrenar
| Tihomir Ivanov       | Höjdhopp  | 2,18 | 28 | Gick inte vidare | Gick inte vidare | Gick inte vidare | Gick inte vidare |
| Bozhidar Saraboyukov | Längdhopp | 7,74 | 21 | Gick inte vidare | Gick inte vidare | Gick inte vidare | Gick inte vidare |

### Damer
Gång- och löpgrenar
| Idrottare        | Gren    | Final        | Final     |
| Idrottare        | Gren    | Resultat     | Placering |
| ---------------- | ------- | ------------ | --------- |
| Militsa Mircheva | Maraton | 2:36.45 0SB0 | 36        |